# 新中國 (小說)
《新中國》，又名《立宪四十年後之中國》，是陆士谔于1910年创作的第一人稱小说。該小說的灵感来自梁启超1902年的小说《新中國未來記》。  全書共十二回，約四萬多字。
小说以1950年的大清上海為背景，  主人公是陸雲翔，其中提到外国在華租界已被撤銷，而且此時的中国拥有充足的资金、成熟的大学和蓬勃發展的工业部门，而且男女公民享有同等权利，西藏也成為了中國的一個省，上海有了越江隧道、越江大橋、地鐵，浦東開發的和上海差不多，而且在跑馬廳附近建起了新上海舞臺。而且當時的上海浦東還召開了一場萬國博覽會。 有人認為中國2010年上海世界博覽會的召開標誌著作者的預言成功實現。